# 北京农村商业银行通州分行
39°53′10″N 116°40′24″E / 39.88624°N 116.6732°E
北京农村商业银行通州分行是北京农村商业银行的一家分行，位于北京市通州区梨园北街63、65号。原为通州支行，2020年6月10日升格为通州分行，是北京农商银行第一家分行。通州分行共设立营业网点35家，金融便利店、服务点146个，布放自助机具600台，金融服务覆盖全区100多个行政村，是北京市通州区网点数量最多、金融服务覆盖面最广的金融机构。